# أنطونيو مورايس
أنطونيو مورايس هو لاعب كرة قدم ومدرب كرة قدم برتغالي في مركز الوسط، ولد في 30 ديسمبر 1934 في فيلا نوا دغايا في البرتغال، وتوفي في 1 يوليو 1989 في Ourique ‏ في البرتغال. لعب مع نادي تيرسينس ‏.

## وصلات خارجية
- أنطونيو مورايس على موقع قاعدة بيانات كرة القدم.إي يو (الإنجليزية)
- أنطونيو مورايس على موقع عالم كرة القدم.نت (الإنجليزية)